# Обри Томас де Вер

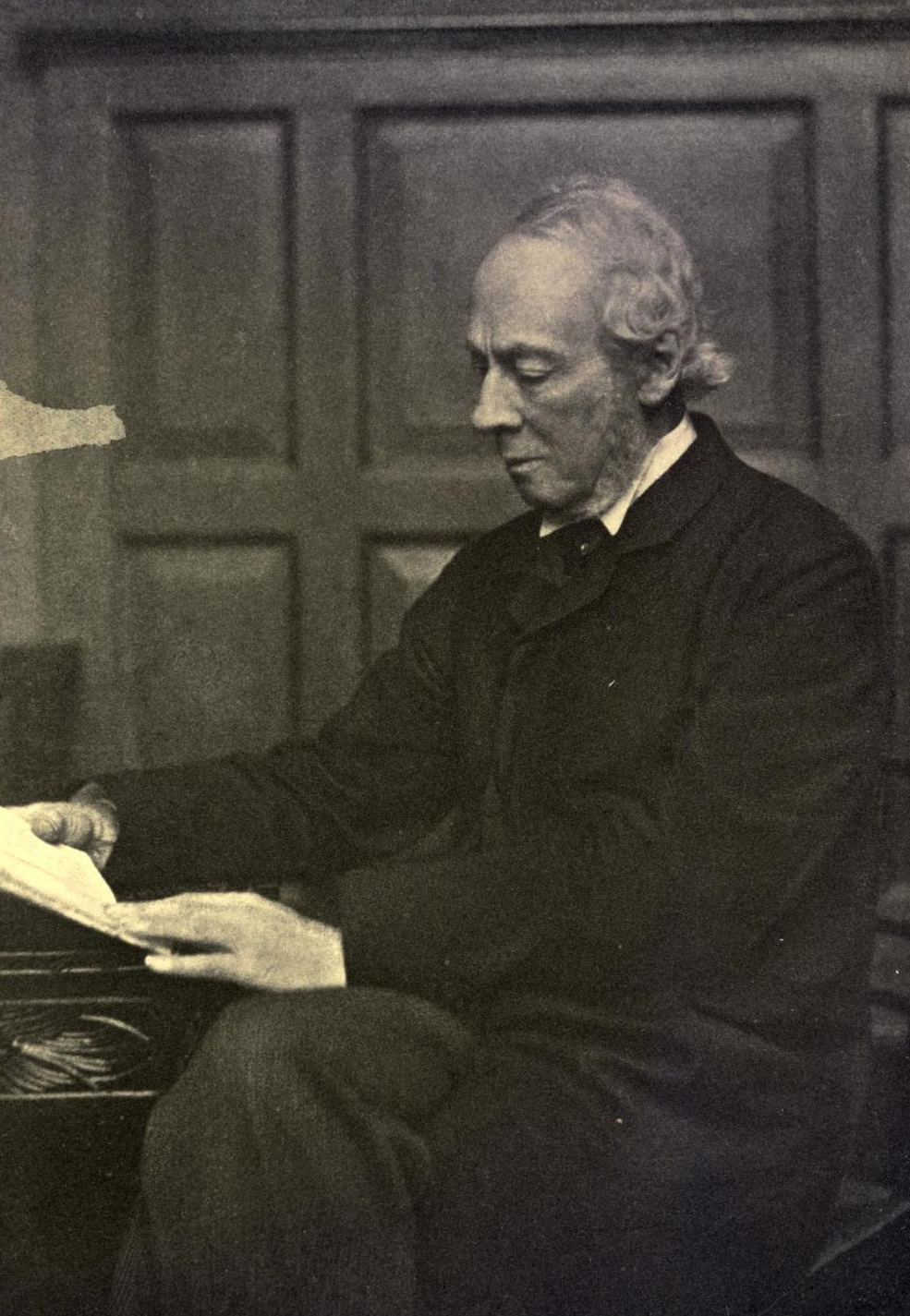

Обри Томас де Вер (англ. Aubrey Thomas de Vere; 10 января 1814 года, Адэр, Ирландия — 20 января 1902 года) — ирландский поэт, критик и политический деятель. Его поэзию отличали серьёзность тем и религиозный пыл.
Родился в 1814 году в Ирландии. Уже первые его поэтические произведения «The Waldenses, or the fall of Rora» (1842), «Searches after Proserpine and other poems» (1843) имели большой успех.
Из дальнейших выделяются:
- «Poems, miscellaneous and sacred» (1856);
- «May Carols» (1857);
- «The sisters» (1861);
- «The infant bridal» (1864);
- «Irish odes» (1869);
- «The legends of St. Patrik» (1872);
- «Antor and Zara» (1877);
- «Legends of the Saxon saints» (1879);
- «Essay, chiefly on poetry» (1887);
- драмы:
  - «Alexander the Great» (1874);
  - «St. Thomas of Canterbury» (1876),
  - «Mary Tudor» (нов. изд. 1884);
- описание путешествия по Греции и Турции «Picturesque Sketches of Greece and Turkey» (1850) и др.

Как политический деятель, де Вер своими полемическими сочинениями имел большое влияние на дела Ирландии и католической церкви. Много шуму наделала его публикация «English Misrule and Irish Misdeeds» (1848); известны также: «The church Establishment of Ireland» (1867); «Constitutional and Unconstitutional political Action» (1881) и др.
Его «Poetical works» появились в 1884 году.